# نویل شوت
نویل شوت نوروی (به انگلیسی: Nevil Shute Norway) ‏۱۸۹۹-۱۹۶۰ رمان نویس، مهندس پرواز بریتانیایی و مدیر یک کارخانه هواپیماسازی بود.

## زندگی‌نامه
نویل شوت نوروی در ژانویهٔ ۱۸۹۹ در ایلینگ انگلستان زاده شد و ۱۲ ژانویهٔ ۱۹۶۰ در ملبورن استرالیا درگذشت.
در زندگی سی سالهٔ ادبی اش، ۲۵ کتاب نوشت که نخستین آن‌ها Marazan است. کارهای مهم او عبارتند از: So Disdained و What Happened to the Corbetts. کتاب اخیر گزارشی از بمباران مردم غیرنظامی در جنگ جهانی دوم است.

## شهری چون آلیس
«شهری چون آلیس» که در آمریکا با نام the legacy انتشار یافت، نمایشی از رویدادهای جنگ جهانی دوم در شرق دور است. کتاب، شرح ماجرای خانمی انگلیسی است به نام " جین " که در جنگ جهانی دوم به دست نیروهای ژاپنی اسیر می‌شود و با عده‌ای دیگر از اسرا وضعیتی دشوار را سپری می‌کند. فضای مرگ‌آور اردوگاه تأثیری سو داستان‌های بعدی او که ماجرایشان در استرالیا می‌گذرد، همگی نشانگر احساس نومیدی فزایندهٔ او نسبت به آیندهٔ بشریت هستند. "جیمز مکفادن چهل و هفت ساله، مارس ۱۹۰۵، در حادثه اسب سواری مسابقات سراسری دریفیلد درگذشت. بخش بزرگی از دارایی او برای پسرش داگلس به جا ماند. در آن هنگام خانواده‌های مکفادن و دالهاوزی در پرت می‌زیستند و داگلس از دوره مدرسه، دوست جاک دالهاوزی بود. جاک که اکنون دیگر مردی شده بود، به عنوان سهام دار جزء موسسه حقوقی آون، دالهاوزی و پیترز، واقع در خیابان چنسری، به لندن رفته بود. سالهاست که آون، دالهاوزی و پیترز از دنیا رفته‌اند و من در حال حاضر سهام دار اصلی موسسه هستم، اما نام آن را تغییر نداده‌ام. طبعاً داگلس مکفادن، امور حقوقی خود را به جاک دالهاوزی سپرد و آقای دالهاوزی، تا زمان مرگش در ۱۹۲۸، شخصاً اداره کارهای او را به عهده داشت. پس از تقسیم پرونده‌های او، نام آقای مکفادن در فهرست موکلهای من قرار گرفت، اما... "

## کتابشناسی
- "شهری چون آلیس" ترجمه علی کهربایی ۱۳۷۸
- "راهی نیست؟" ترجمه علی کهربایی ۱۳۸۰
- "اسارت کهن"
- "در ساحل"
- امینی از اتاق ابزار (به انگلیسی: Trustee from  the Toolroom)